# روبن آروتچیان
روبن سرگئی آروتچیان (ارمنی: Ռուբեն Սերգեյի Արուտչյան؛ زاده ۱۸ ژوئن ۱۹۴۷ - درگذشته ۱۶ ژانویهٔ ۲۰۲۲) نقاش و معمار اهل ارمنستان بود. وی بین سال‌های ۱۹۷۶ تا ۲۰۲۲ میلادی فعالیت می‌کرد.

## زندگی‌نامه
وی در ۱۸ ژوئن ۱۹۴۷ در ایروان به دنیا آمد و از کالج دولتی هنرهای زیبای پانوس ترلمزیان (۱۹۶۴) و دانشگاه ملی پلی‌تکنیک ارمنستان (۱۹۷۰) فارغ‌التحصیل گشت. سرگئی آروتچیان و میکائیل آروتچیان پدر و پسر وی بودند.  وی عضو اتحادیه معماران ارمنستان (۱۹۷۶) و اتحادیه معماران ارمنستان (۱۹۷۴) می‌باشد. وی همچنین برنده جوایزی همچون نقاش شایسته جمهوری ارمنستان (۲۰۱۲) شد. وی در ۱۶ ژانویهٔ ۲۰۲۲ در سن ۷۴ سالگی در ایروان درگذشت.